# Kerstin Cardon

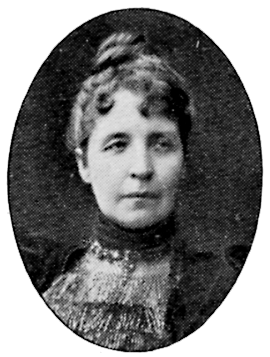
Kerstin Cardon

Kerstin Cardon, eigentlich: Kristina Mathilda Cardon (* 17. August 1843 in Stockholm; † 5. Januar 1924 ebenda) war eine schwedische Malerin.

## Leben
Sie erhielt ihre grundlegende Ausbildung bei ihrem Vater, dem Lithografen Johan Cardon und studierte von 1864 bis 1871 an der Königlichen Kunstakademie in Stockholm. Danach führte sie Studienreisen nach Paris, London, München, Wien, Italien und Holland durch.
Ab den 1860er Jahren beteiligte sich Cardon mit Stillleben und Genrezeichnungen an verschiedenen Ausstellungen, doch sie ging bald zur Porträtmalerei über. Von 1875 bis 1884 war Cardon Lehrerin für Zeichnen an der höheren Lehrerinnenschule in Stockholm. Gleichzeitig und fortlaufend bis 1911 bildete sie Malerinnen im eigenen Atelier darunter Hilma af Klint. Zu den von ihr porträtierten Personen zählen Oskar II., Prinz Gustav und der Forscher Sven Hedin.
| Personendaten    | Personendaten             |
| ---------------- | ------------------------- |
| NAME             | Cardon, Kerstin           |
| ALTERNATIVNAMEN  | Cardon, Kristina Mathilda |
| KURZBESCHREIBUNG | schwedische Malerin       |
| GEBURTSDATUM     | 17. August 1843           |
| GEBURTSORT       | Stockholm                 |
| STERBEDATUM      | 5. Januar 1924            |
| STERBEORT        | Stockholm                 |